# Пантелич, Марко
Ма́рко Па́нтелич (серб. Марко Пантелић; род. 15 сентября 1978[…], Белград) — югославский и сербский футболист, нападающий.

## Биография
Пантелич известен тем, что за свою карьеру сменил уже 11 клубов из 8 разных стран, успев поиграть в Греции, Франции, Швейцарии, Испании, Австрии, Сербии, Германии и Голландии.
После сезона 2008/09 Марко покинул берлинскую «Герту», за которую за 4 сезона в Бундеслиге забил 45 мячей, и до сентября 2009 года оставался без клуба, пока наконец не перешёл в амстердамский «Аякс».
В «Аяксе» Марко составил ударную пару форвардов с молодым уругвайцем Луисом Суаресом, с которым на двоих они забили в чемпионате Нидерландов 2009/10 51 мяч в 34 играх (35 — Суарес, 16 — Пантелич). В следующем сезоне этой пары в «Аяксе» уже не было — Суарес перешёл в «Ливерпуль», а Пантелич оказался в греческом «Олимпиакосе». Марко вернулся в Грецию спустя 13 лет после своих выступлений за «Ираклис» на заре карьеры.

## Карьера в сборной
На чемпионате мира-2010, проходившем в ЮАР, Марко забил свой единственный гол в ворота сборной Австралии, однако сборная Сербии всё равно проиграла 1:2 и не сумела выйти из группы, заняв в итоге последнее место.

## Статистика
| Клуб  | Сезон   | Чемпионат | Чемпионат | Чемпионат | Кубок | Кубок | Кубок | Еврокубки | Еврокубки | Еврокубки | Всего | Всего | Всего |
| Клуб  | Сезон   | Матчи     | Голы      | Пасы      | Матчи | Голы  | Пасы  | Матчи     | Голы      | Пасы      | Матчи | Голы  | Пасы  |
| ----- | ------- | --------- | --------- | --------- | ----- | ----- | ----- | --------- | --------- | --------- | ----- | ----- | ----- |
| Герта | 2005-06 | 28        | 11        | 5         | 2     | 1     | 0     | 0         | 0         | 0         | 30    | 12    | 5     |
| Герта | 2006-07 | 32        | 14        | 4         | 5     | 0     | 0     | 2+4       | 1+1       | 1+1       | 43    | 16    | 6     |
| Герта | 2007-08 | 28        | 13        | 4         | 1     | 1     | 0     | 0         | 0         | 0         | 29    | 14    | 4     |
| Герта | 2008-09 | 26        | 7         | 8         | 2     | 2     | 0     | 9         | 5         | 1         | 37    | 14    | 9     |
| Герта | Всего   | 114       | 45        | 21        | 10    | 4     | 0     | 15        | 7         | 3         | 139   | 56    | 24    |

## Достижения
Аякс
- Обладатель Кубка Нидерландов: 2010

Олимпиакос (Пирей)
- Чемпион Греции: 2011, 2012, 2013
- Обладатель Кубка Греции: 2012, 2013